# Mr. Turner (película)
Mr. Turner es una película de drama biográfico de coproducción británico-franco-alemana del 2014, escrita y dirigida por Mike Leigh y protagonizada por Timothy Spall, Dorothy Atkinson, Marion Bailey y Paul Jesson. La película hace referencia a la vida y la carrera del pintor británico J. M. W. Turner (interpretado por Spall). Se estrenó en la competición por la palma de oro en el Festival de Cannes 2014, donde Timothy Spall ganó el premio a Mejor actor y el fotógrafo Dick Pope recibió un premio especial del jurado por su fotografía en la cinta.

## Argumento
Una mirada en el último cuarto de siglo del genial y excéntrico pintor británico J. M. W. Turner (Timothy Spall). Profundamente afectado por la muerte de su querido padre, amado por una ama de casa a quién ocasionalmente explota sexualmente, luego formando una relación estrecha con una casera junto al mar con quien eventualmente vive de incógnito en Chelsea, donde muere. A lo largo de todo esto, Turner viaja, vende sus pinturas, logra entrar en la aristocracia del país, hace visitas ocasionales a burdeles, es un popular y anárquico miembro de la Real Academia de Artes, es celebrado y denostado por la opinión pública y por la realeza.

## Reparto
- Timothy Spall como J. M. W. Turner[7]
- Dorothy Atkinson como Hannah Danby.
- Lesley Manville como Mary Somerville.
- Roger Ashton-Griffiths como Henry William Pickersgill.
- Joshua McGuire como John Ruskin.
- Robert Portal como Charles Lock Eastlake.
- Jamie King como David Roberts.
- James Norton como Francis Willoughby.
- James Fleet como John Constable.
- Martin Savage como el pintor Benjamin Haydon
- Paul Jesson como Padre de Turner, William Turner, J. M. W.
- Ruth Sheen como Sarah Danby.
- Sinead Matthews como Reina Victoria.
- Tom Wlaschiha como Príncipe Albert.
- Amy Dawson como Georgiana Danby.
- Marion Bailey como Sra. Booth
- Richard Dixon como Sr. Manners
- Angie Wallis como Sra. Beaumont
- Sandy Foster como Evelina.
- Michael Keane como Rev. Prendergast.
- Peter Wight como Joseph Gillott.
- Oliver Maltman como actor del teatro.

## Lanzamiento
Mr. Turner tuvo su premier en el Festival de Cannes 2014, donde compitió por la Palma de Oro, mientras tanto Timothy Spall ganó el premio a Mejor actor y el fotógrafo Dick Pope ganó el Premio Vulcan a Mejor fotografía. Entertainment One tiene programado lanzar la película en el Reino Unido el 31 de octubre,2014.Sony Pictures Classics se encargará de la distribución de Estados Unidos, con una fecha de lanzamiento programada para el 19 de diciembre de 2014.Está prevista para que se proyecté en la sección de presentaciones especiales del Festival Internacional de Cine de Toronto 2014.

## Recepción
Mr. Turner posee actualmente una calificación "fresca" de 100% en Rotten Tomatoes, basada en 17 Comentarios, con una puntuación media de 8.6/10. En Metacritic, que asigna una calificación promedio ponderada de 100 a comentarios de los críticos, la película tiene un puntaje promedio de 97, basada en 9 comentarios, indicando 'Aclamación Universal'.

## Pinturas de Joseph Mallord William Turner

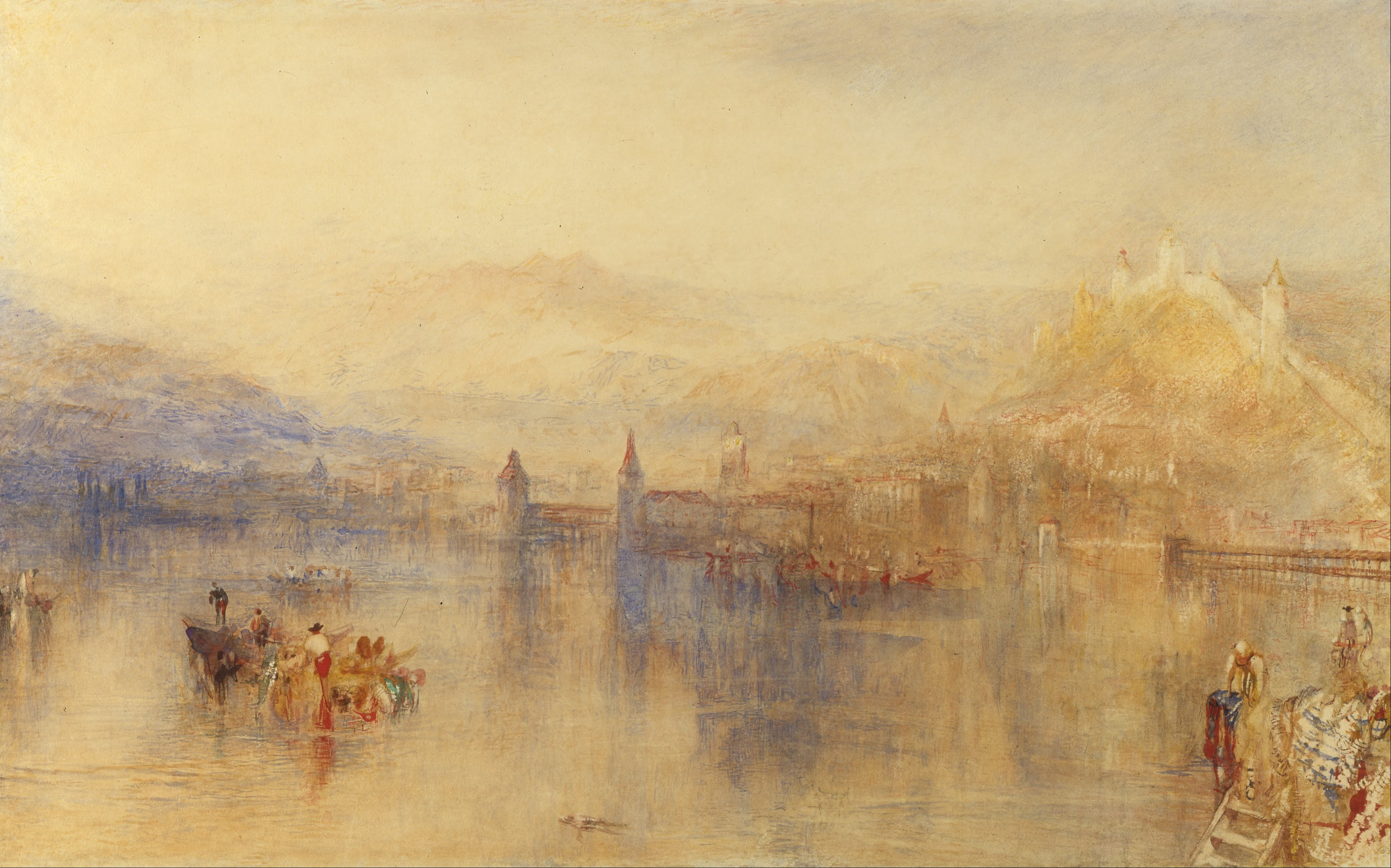
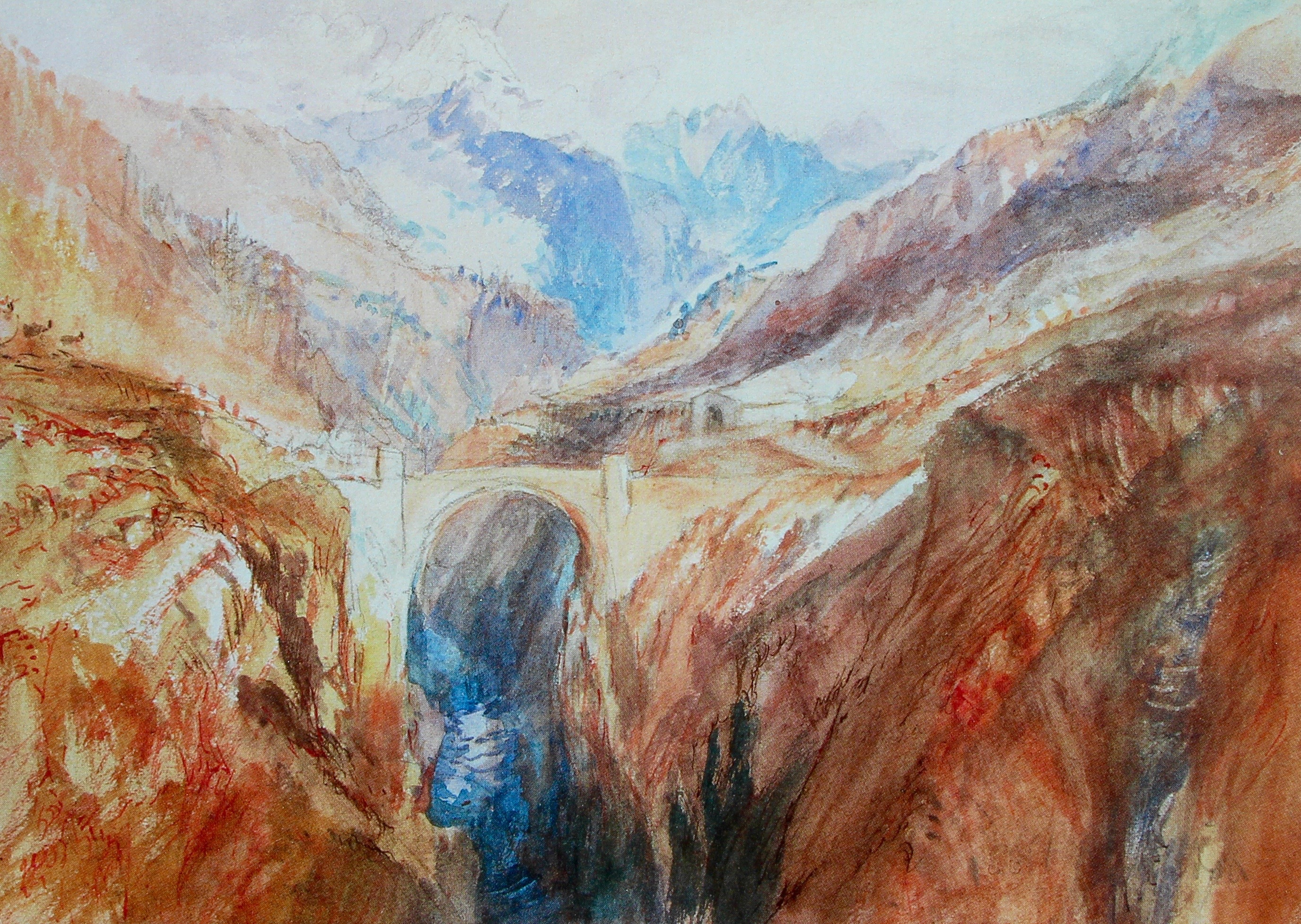
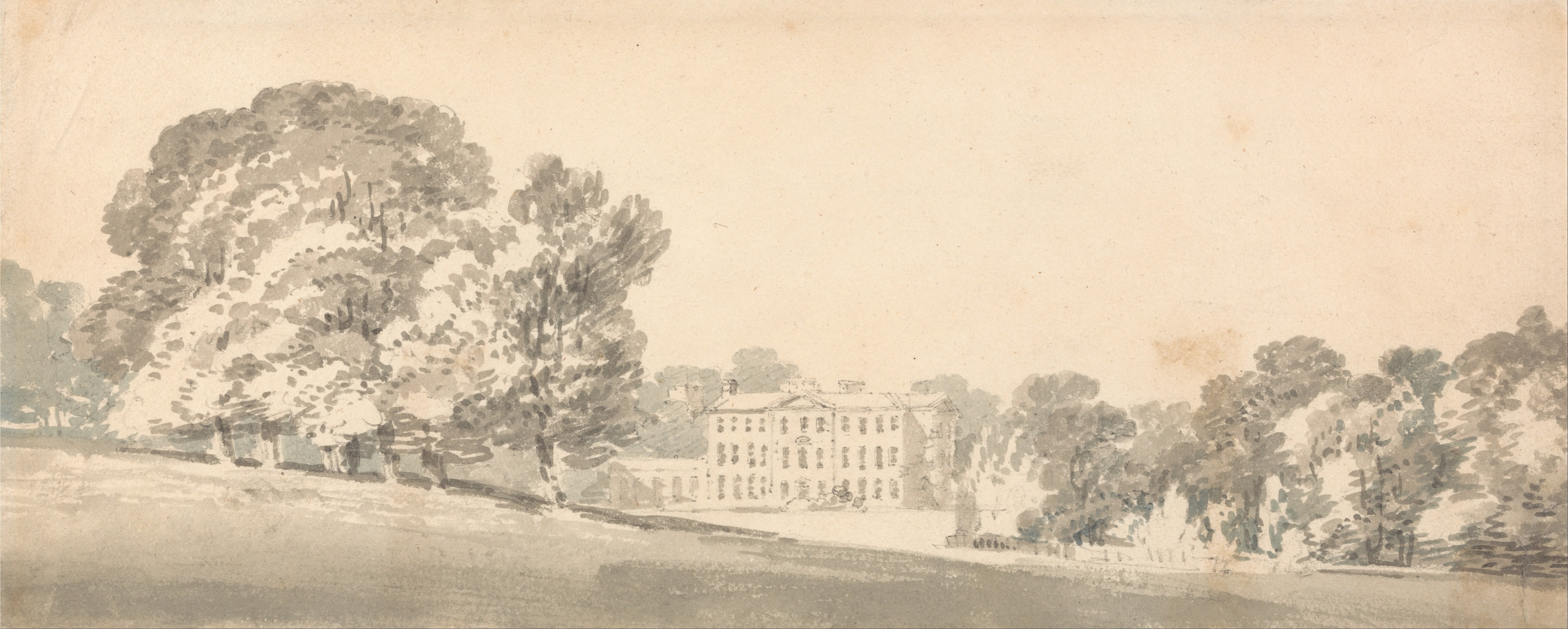
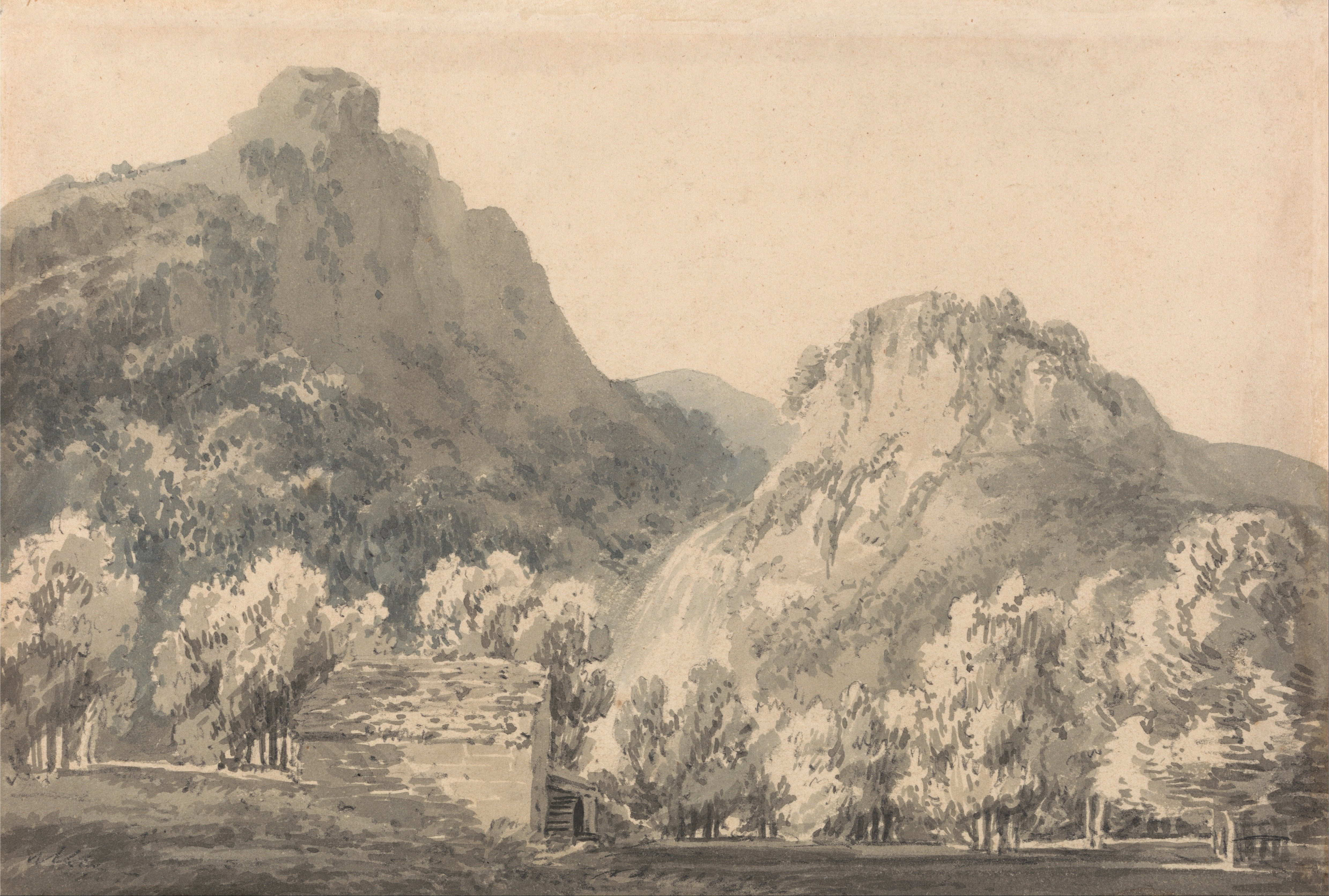
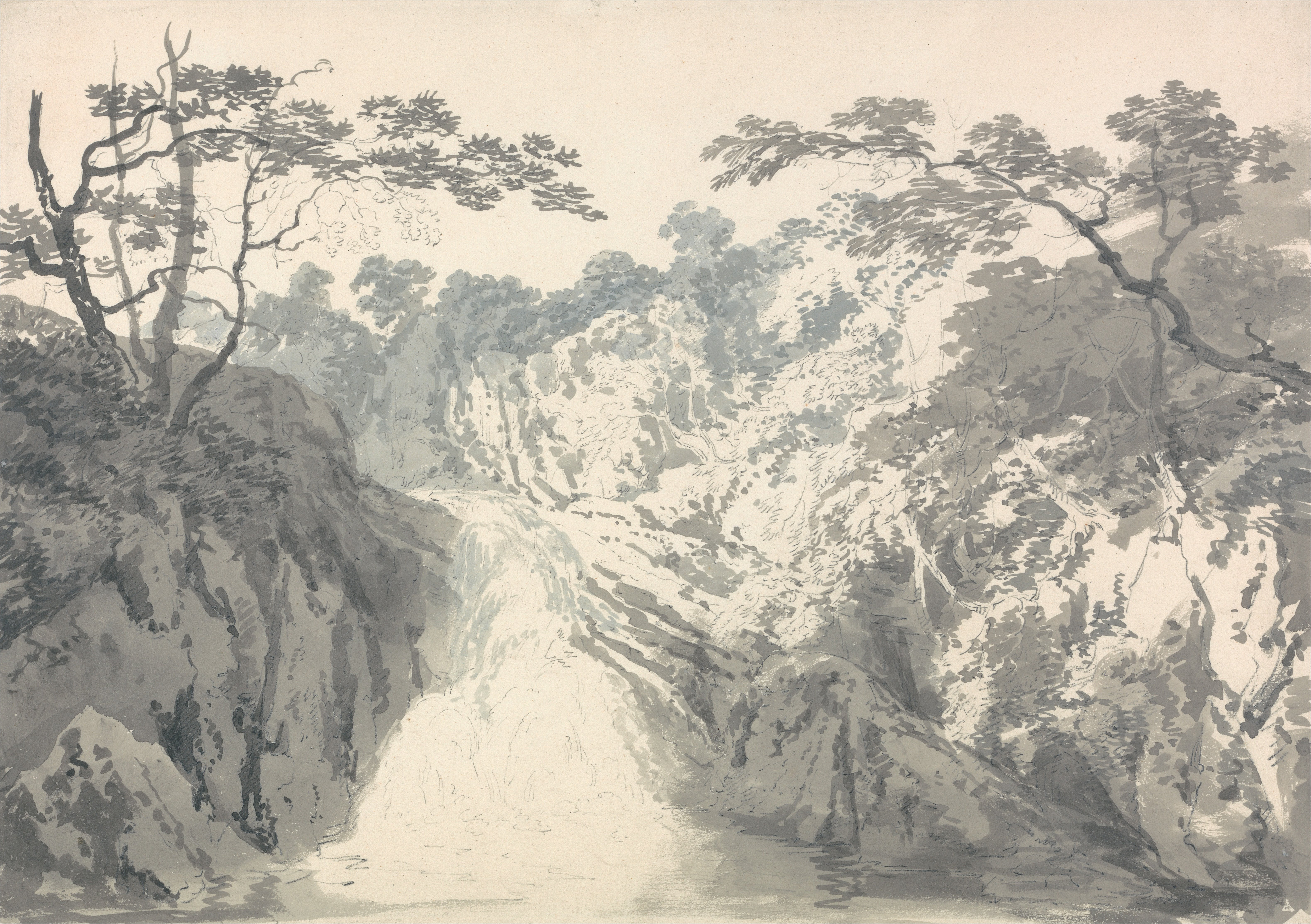
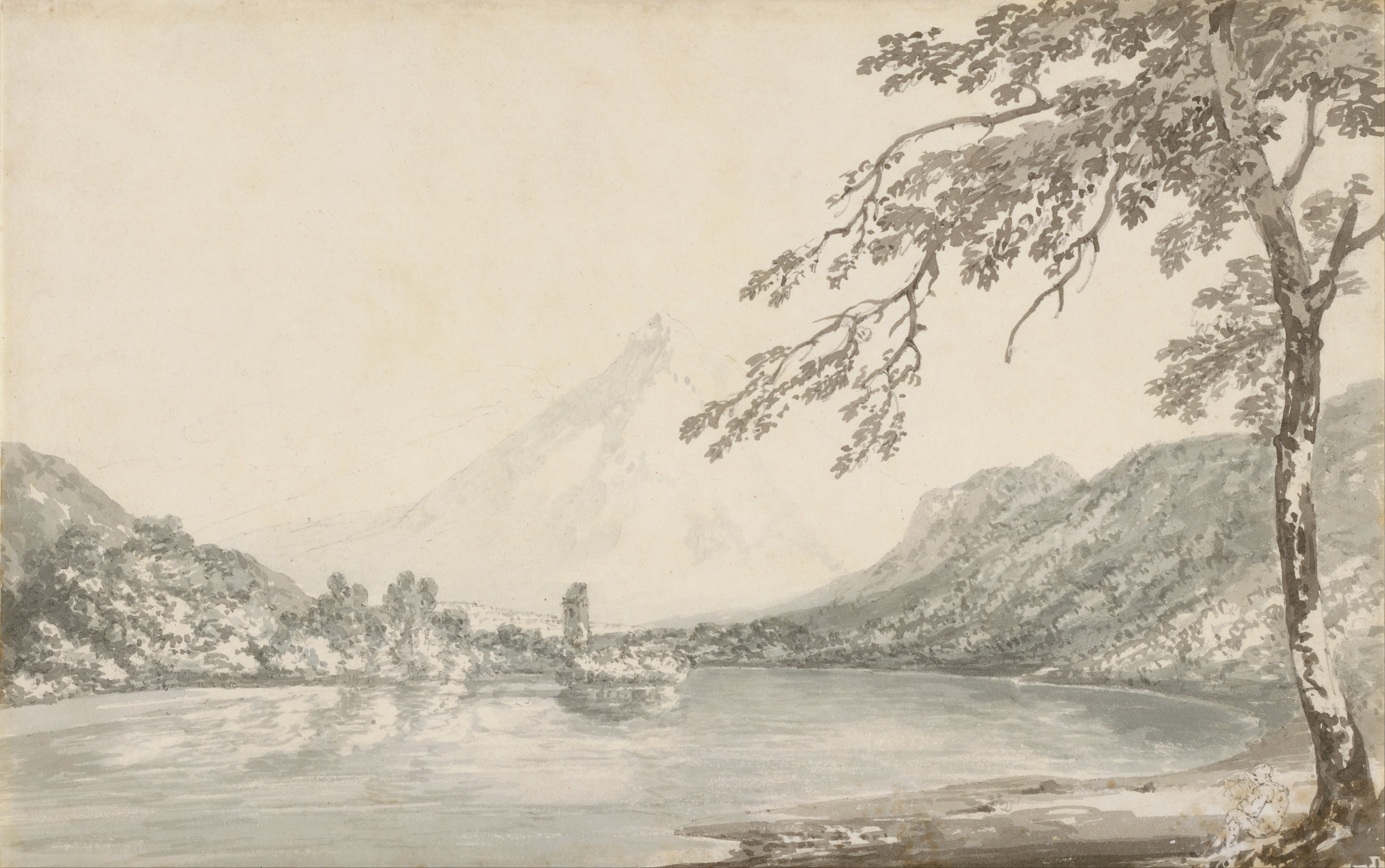

## Reconocimientos
| Premio                                    | Categoría                                        | Receptores                         | Resultado |
| ----------------------------------------- | ------------------------------------------------ | ---------------------------------- | --------- |
| Festival de Cannes 2014                   | Mejor actor                                      | Timothy Spall                      | Ganador   |
| Festival de Cannes 2014                   | Vulcan Award                                     | Dick Pope                          | Ganador   |
| Festival de Cannes 2014                   | Palma de Oro                                     | Mike Leigh                         | Nominado  |
| Premios Óscar                             | Mejor fotografía                                 | Dick Pope                          | Nominado  |
| Premios Óscar                             | Mejor banda sonora                               | Gary Yershon                       | Nominado  |
| Premios Óscar                             | Mejor diseño de producción                       | Suzie Davies & Charlotte Watts     | Nominadas |
| Premios Óscar                             | Mejor vestuario                                  | Jacqueline Durran                  | Nominada  |
| Premios BAFTA                             | Mejor fotografía                                 | Dick Pope                          | Nominado  |
| Premios BAFTA                             | Mejor maquillaje y peluquería                    | Christine Blundell & Lesa Warrener | Nominadas |
| Premios BAFTA                             | Mejor vestuario                                  | Jacqueline Durran                  | Nominada  |
| Premios BAFTA                             | Mejor diseño de producción                       | Suzie Davies & Charlotte Watts     | Nominadas |
| Alianza de Mujeres Periodistas de Cine    | Mejor fotografía                                 | Dick Pope                          | Nominado  |
| Gremio de Directores de Fotografía        | Mejor fotografía                                 | Dick Pope                          | Nominado  |
| Premios Britannia                         | Premio Britannia para la excelencia de dirección | Mike Leigh                         | Ganador   |
| British Independent Film Awards           | Mejor película                                   | Mejor película                     | Nominado  |
| British Independent Film Awards           | Mejor director                                   | Mike Leigh                         | Nominado  |
| British Independent Film Awards           | Mejor actor                                      | Timothy Spall                      | Nominado  |
| British Independent Film Awards           | Mejor actriz de reparto                          | Dorothy Atkinson                   | Nominado  |
| British Independent Film Awards           | Mejor apartado técnico                           | Dick Pope (Fotografía)             | Nominado  |
| Premios de la Crítica Cinematográfica     | Mejor fotografía                                 | Dick Pope                          | Nominado  |
| Premios de la Crítica Cinematográfica     | Mejor vestuario                                  | Jacqueline Durran                  | Nominado  |
| Camarimage                                | Rana de Oro                                      | Dick Pope                          | Nominado  |
| Premios Capri                             | Mejor actor                                      | Timothy Spall                      | Ganador   |
| Premios Capri                             | Premio Capri Cult                                | Timothy Spall                      | Ganador   |
| Sociedad de Críticos de Dallas-Fort Worth | Mejor actor                                      | Timothy Spall                      | 5° Lugar  |
| Premios del Cine Europeo                  | Mejor actor                                      | Timothy Spall                      | Ganador   |
| Festival Internacional de Cine de Hawaii  | Mejor película                                   | Mejor película                     | Nominada  |
| Círculo de Críticos de Londres            | Mejor película                                   | Mejor película                     | Nominada  |
| Círculo de Críticos de Londres            | Mejor actor británico                            | Timothy Spall                      | Ganador   |
| Círculo de Críticos de Londres            | Mejor actor                                      | Timothy Spall                      | Nominado  |
| Círculo de Críticos de Londres            | Mejor película británica                         | Mejor película británica           | Nominada  |
| Círculo de Críticos de Londres            | Mejor actriz de reparto                          | Marion Bailey                      | Nominada  |
| Círculo de Críticos de Londres            | Mejor director                                   | Mike Leigh                         | Nominado  |
| Círculo de Críticos de Londres            | Mejor apartado técnico                           | Dick Pope (Fotografía)             | Nominado  |
| Crítica de Los Angeles                    | Mejor fotografía                                 | Dick Pope                          | 2° Lugar  |
| National Board of Review                  | Top 10 de películas independientes               | Top 10 de películas independientes | Ganadora  |
| Sociedad Nacional de Críticos de Cine     | Mejor fotografía                                 | Dick Pope                          | Ganador   |
| Sociedad Nacional de Críticos de Cine     | Mejor actor                                      | Timothy Spall                      | Ganador   |
| Sociedad Nacional de Críticos de Cine     | Mejor película                                   | Mejor película                     | 3°Lugar   |
| Sociedad Nacional de Críticos de Cine     | Mejor director                                   | Mike Leigh                         | 3°Lugar   |
| Círculo de Críticos de Nueva York         | Mejor actor                                      | Timothy Spall                      | Ganador   |
| Crítica Online de Nueva York              | Top de las películas del año                     | Top de las películas del año       | Ganadora  |
| Sociedad de Críticos de Cine Online       | Mejor actor                                      | Timothy Spall                      | Ganador   |
| Círculo de Críticos de San Francisco      | Mejor director                                   | Mike Leigh                         | Ganador   |
| Círculo de Críticos de San Francisco      | Mejor actor                                      | Timothy Spall                      | Nominado  |
| Círculo de Críticos de San Francisco      | Mejor guion original                             | Mike Leigh                         | Nominado  |
| Círculo de Críticos de San Francisco      | Mejor fotografía                                 | Dick Pope                          | Nominado  |
| Círculo de Críticos de San Francisco      | Mejor diseño de producción                       | Suzie Davies                       | Nominada  |
| Premios Satellite                         | Mejor película                                   | Mejor película                     | Nominada  |
| Premios Satellite                         | Mejor fotografía                                 | Dick Pope                          | Nominado  |
| Festival de Cine de Sevilla               | Mención especial                                 | Mike Leigh                         | Ganador   |
| Festival de Cine de Sevilla               | Mejor actor                                      | Timothy Spall                      | Ganador   |
| Festival de Cine de Sevilla               | Mejor director                                   | Mike Leigh                         | Ganador   |
| Crítica de St. Louis                      | Mejor dirección de arte                          | Mejor dirección de arte            | Nominada  |
| Village Voice Film Poll                   | Mejor actor                                      | Timothy Spall                      | Nominado  |